# Hendrik Bles

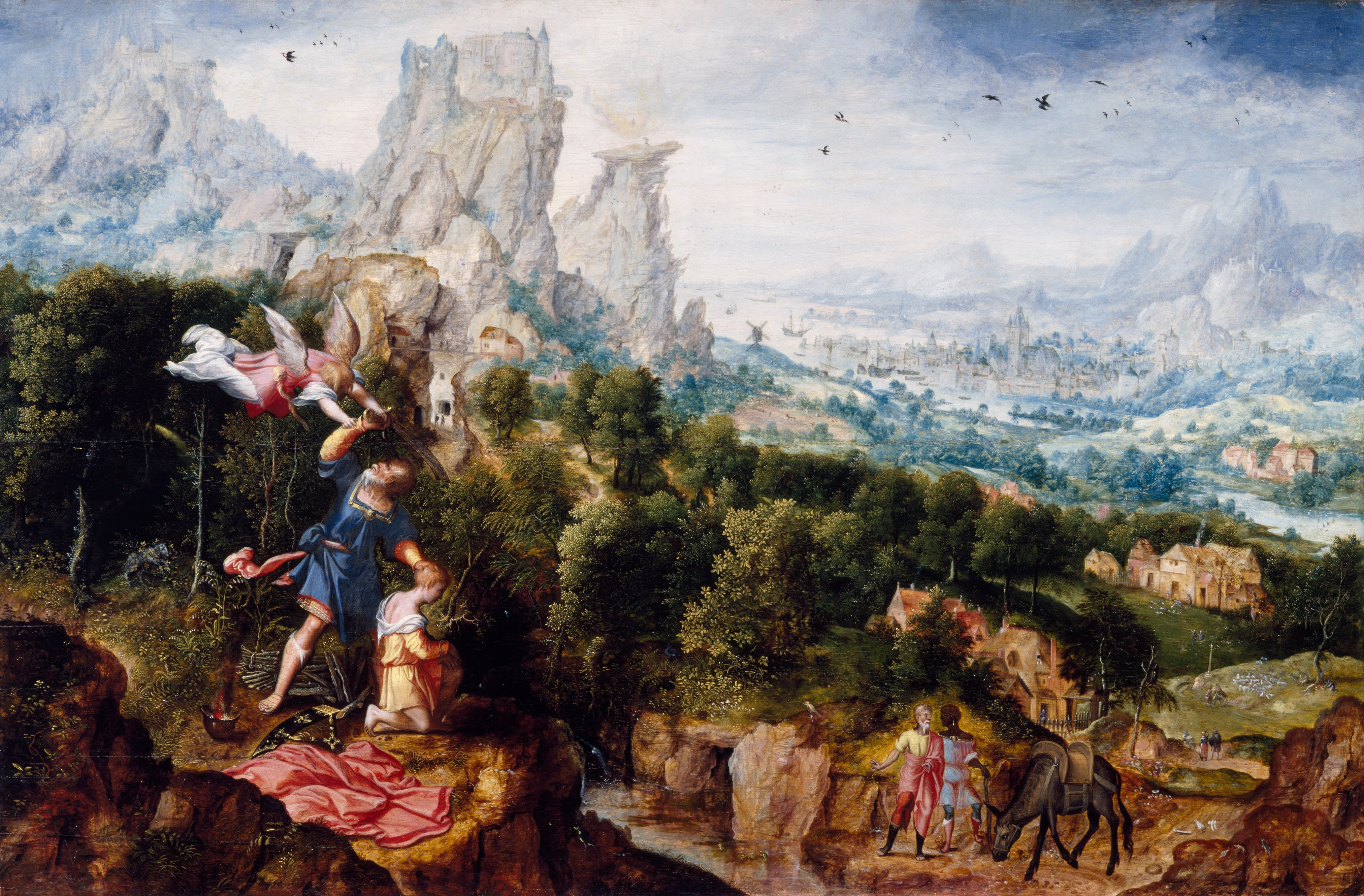
Landskap med offrandet av Isak

Hendrik Bles, (kallad: "Herri met de Bles"; "Henrik med den vita pannlocken"), född omkring 1480 i Bouvignes/ Dinant, död efter 1550, troligen i Antwerpen eller Ferrara, var en flamländsk målare.
Han bildade sig troget efter Joachim Patinir, men utvecklade sig mer självständigt under sin vistelse i Italien, där han efter sitt målarmärke, en uggla, fick binamnet Civetta. Sina små, i kylig, ofta konventionellt blå ton hållna landskap utsmyckade han med fint utarbetade byggnader i gotik eller renässans och med vanligen bibliskt staffage, ibland dock även med scener ur sin samtids liv. En mängd tavlor i museerna Europa runt och i synnerhet i Italien blev på senare tider tillskrivits honom. De Bles med full visshet tillerkända målningarna är dock sällsynta. Bland dessa må nämnas Krämare, plundrade av apor (Dresden), Konungarnas tillbedjan (München, Antwerpen, Madrid) och Korsbärningen (Wiens konstakademi), i vilket sistnämnda arbete han särskild framstår som en Pieter Bruegel d.ä.:s omedelbare föregångare.
I kejsar Rudolf II:s konstkammare i Prag var Bles rikt företrädd, och flera av hans där befintliga tavlor, såsom Loth och hans döttrar, Petrus, gående på vattnet, Den heliga Hieronymus och Sovande hjort i en skog, fördes av svenskarna 1648 till Stockholm, kvarlämnades av drottning Kristina i Sverige, men synas ha gått förlorade. Bles figurer igenkänns på sin långsträckthet, kantighet och sina fladdrande dräkter.